# Mephisto Walz
Mephisto Walz ist eine US-amerikanische Gothic-Rock-Band, die 1985 gegründet wurde. Die Diskografie der Band umfasst viele Alben in drei Jahrzehnten, die u. a. bei Cleopatra Records veröffentlicht wurden.

## Geschichte
Bari-Baris charakteristischer Songwriting-Stil und der unverwechselbare Sound aus Chorus/Delay-Effekt-Gitarrensound machen Mephisto Walz sofort unter anderen Pionieren des Death-Rock identifizierbar.
Mephisto Walz wurde 1986 von Barry Galvin (alias Bari-Bari) und John Schumann (Johan) gegründet, nachdem sie sich von der einflussreichen Death-Rock-Band Christian Death getrennt hatten. Bari-Bari war Bassist bei Christian Death, als der legendäre Rozz Williams noch Sänger war (Williams verließ die Band 1985; Gitarrist Valor Kand wurde in der Folge Leadsänger und Hauptsongwriter).
Bei dem Album Atrocities von Christian Death aus dem Jahr 1985 und den EPs The Wind Kissed Pictures und Believers of the Unpure spielten Bari-Bari, Johann (Bass) und David Glass (Schlagzeug), die alle in einer oder mehreren Neugründungen von Mephisto Walz angehörten.
Nach dem Konflikt mit Kand verließen Bari-Bari und Johann Christian Death. Das 1986 erschienene Album Atrocities der Band enthält mehrere von Bari-Bari komponierte Titel; insbesondere Tales of Innocence, Strapping Me Down und Silent Thunder. Darüber hinaus enthält die EP The Wind Kissed Pictures von 1985 Bari-Bari’s The Wind Kissed Pictures und Lacrima Christi, während die 1986 veröffentlichte Single Believers of the Unpure seine Komposition Between Youth enthält.
Mephisto Walz begann in der ersten Besetzung im Februar 1986 in Düsseldorf mit den Gründungsmitgliedern Bari-Bari (dem einzigen Songwriter der Band), Johann und Arndt (Schlagzeug) sowie einem deutschen Sänger namens Jörge. Der Name Mephisto Walz wurde von Johann vorgeschlagen. Sie probten Lieder, die hauptsächlich von Bari-Bari geschrieben wurden, fügten aber auch Klanglandschaften wie Aborigine Requiem hinzu. Das gleichnamige Debütalbum der Band wurde im selben Jahr auf dem italienischen Label Supporti Fonografici veröffentlicht. 1987 zogen sie ohne Johann nach Los Angeles.
1988 begann Bari-Bari mit Steven Grey in Hollywood in einem Studio zu arbeiten, in dem sie früher schon einmal waren. Sie bildeten eine Band mit David Hermon (Bass), Mondo (Gesang) und Nariki Shimooka (Gitarre). Mit der ersten EP und einigen von Bari-Bari‘s Stücken schrieben sie neue Stücke, die später auf den Alben Crocosmia, Terra Regina und Thalia veröffentlicht wurden. Zu dieser Zeit wurde das Material aufgenommen, das 2018 als Album Rarities 1989 veröffentlicht wurde.
1991 wurde Christianna als Sängerin aufgenommen, da Bari-Bari der Meinung war, dass der männliche Gesang Rozz Williams und Christian Death zu ähnlich war. Zur gleichen Zeit kam William Faith am Bass dazu. Durch die Compilation American Gothic, zu der Mephisto Walz den Song Tangia beitrugen, entstand eine Verbindung zu Gymnastic Records. Crocosmia wurde dann mit neuen Songs und Christianna als Sängerin bei einigen älteren Songs für die Veröffentlichung in Europa aufgenommen.
1992 brachte eine Co-Headliner-Tour mit Shadow Project (mit Williams und Eva O) Mephisto Walz zurück nach Deutschland, wo sie blieben und As Apostles Forget aufnahmen. Bari-Bari schrieb auch Teile der Alben Terra-Regina und Thalia, bevor er nach Los Angeles in die USA zurückkehrte. Johann Schumann und David Glass waren wieder verfügbar und ersetzten Faith und Grey. Die Arbeit begann dann mit Bari-Bari und Christianna an den nächsten drei kompletten Veröffentlichungen – Eternal Deep, Terra-Regina und Thalia auf dem neuen Label Cleopatra Records.
Zwischen 1994 und 1999 nahmen Bari-Bari und Christianna Cover-Singles für Cleopatra sowie Early Recordings und Immersion auf. Die Aufnahmen entstanden mit Bari-Bari (Musik) und Christianna (Gesang). Die EP Nightingale wurde 2002 von Bari-Bari und Christianna für das Label Fossil Dungeon aufgenommen; 2004 folgte das Album Insidious.
In den nächsten Jahren spielte Bari-Bari mit Scarlet’s Remains und nahm Bands in seinem LA Studio auf.
2011 wurde IIIrd Incarnation mit Bari-Bari und Sara Reid (Gesang) aufgenommen. Ein aggressiverer Gitarrenstil wurde wieder eingeführt. Zwei Jahre später wurde New Apostles mit Bari-Bari und der neuen Sängerin Myriam Galvin aufgenommen. Bei vier Stücken war Christian Omar Madrigal Izzo mit dabei. 2017 wurde Scoundrel von Bari-Bari und Myriam geschrieben und aufgenommen, wobei Omar Madrigal Izzo erneut bei ausgewählten Songs mit dabei war.

## Diskografie

### Alben und EPs
- 1992: Crocosmia (Kompilation)
- 1992: As Apostles Forget (EP)
- 1993: Terra Regina
- 1994: The Eternal Deep
- 1995: Thalia
- 1995: Mosaique (Kompilation)
- 1998: Immersion
- 2000: Early Recordings 1985–1988 (Kompilation)
- 2004: Insidious
- 2011: IIIrd Incarnation
- 2013: New Apostles
- 2017: Scoundrel
- 2018: Immersion II
- 2018: Rarities 1989 (Kompilation)
- 2020: All These Winding Roads

### Samplerbeiträge
- American Gothic – Tangia
- Gothik: Music from the Dark Side – Mephisto Walz
- Gothic Erotica – Israel
- Dancing on Your Grave – Facade
- Künstler Zum 13. Wave-Gotik-Treffen – Before These Crimes
- Sonic Seducer – Cold Hands Seduction Vol. 39 – One Day Less
- Strobe Lights Vol. 2 – Hunter's Trail (Strobe Light Mix)
- Kaliffornian Deathrock – Eternal Deep
- Virgin Voices – Skin (Madonna Cover)
- Gothic Daydreams – One Less Day